# Сапотекская цивилизация

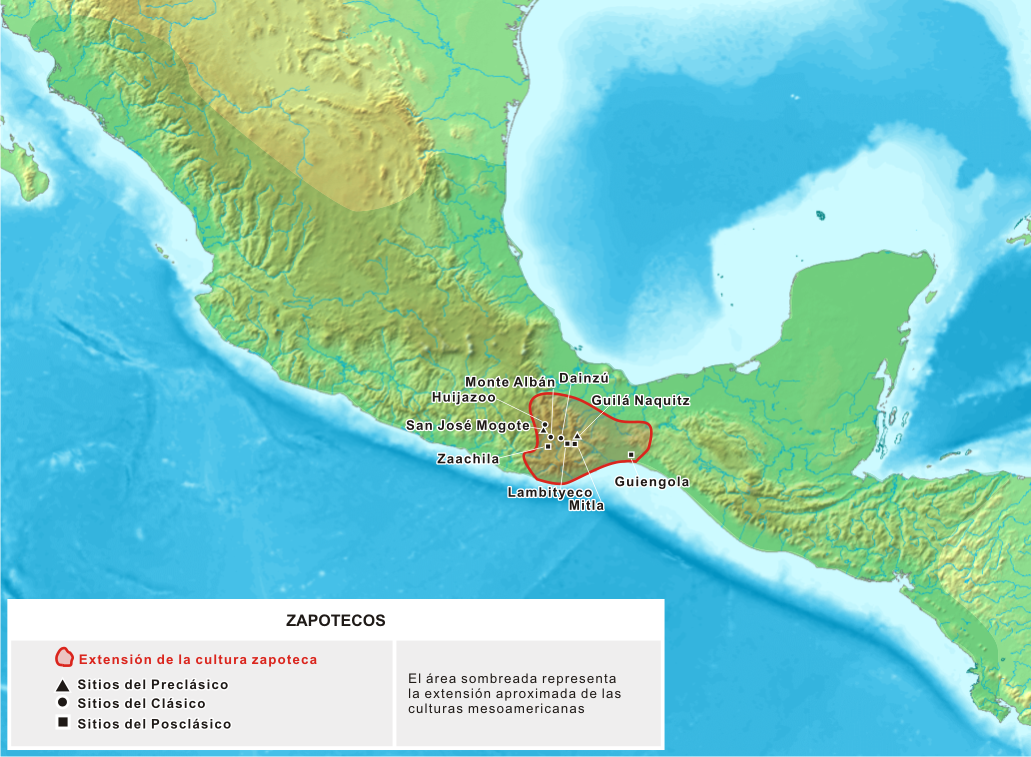
Территория распространения сапотекской культуры выделена оранжевым.

Сапотекская цивилизация — одна из древнейших цивилизаций доколумбовой Мезоамерики, созданная народом сапотеков (самоназвание — Бе’ена’а). 
Первые свидетельства сапотекской культурной традиции датируются приблизительно 700 годом до н. э., а её расцвет пришёлся на время со II по IX века н. э. Её остатки в 1521 году были покорены испанскими конкистадорами.

## География
Древнее государство сапотеков располагалось на территории современного мексиканского штата Оахака в районе перешейка Теуантепек. Крупнейшее известное поселение Сапотекской цивилизации — Монте-Альбан.

## История

### Начальный период
Начала сапотекской культуры некоторые ученые связывают с ольмеками. Первые постоянные поселения в Оахаке появились в XV веке до н. э. Между 1150 и 850 гг. до н. э. крупнейшим поселением Оахаки было Сан-Хосе-Моготе, состоящее из 80-120 домов, на месте раскопок которых были найдены окаменевшие плоды кукурузы, чили и авокадо. После 850 года до н. э. происходит становление ранних городов, являвшихся религиозно-церемониальными и административными центрами; в них велось монументальное строительство.
В период 700—500 годы до н. э. (фаза Росарио) формируются сложные вождества сапотеков, происходит значительный прирост населения. В середине фазы Росарио образуются 70-85 сложных вождеств. В этот период, видимо, также продолжались многочисленные войны между этими объединениями, заставляя постоянно возводить стены и укреплять главные поселения. Также к этому времени складываются основы сапотекской культуры — например, собственная письменность (древнее, чем у майя и миштеков) и календарь.
К концу фазы Росарио сапотеки были разделены на три вождества-сообщества: большая полития в субдолине Этла (2000 человек) со столицей в Сан-Хосе-Моготе, и две политии меньшего размера в Валье-Гранде (700—1000 человек) и субдолине Тлаколула (700—1000 человек) со столицами в Сан-Мартин-Тилькахете и Йегуи соответственно. Они были разделены 80 км2 ничейной земли, наиболее заметной особенностью ландшафта которой была неровная горная цепь площадью 6 км2. В конце фазы Росарио (550—500 годы до н. э.) наблюдается ослабление Сан-Хосе-Моготе. В то же время появляются поселения на ничейной территории, на современной горе Монте-Альбан.

### Монте-Альбан

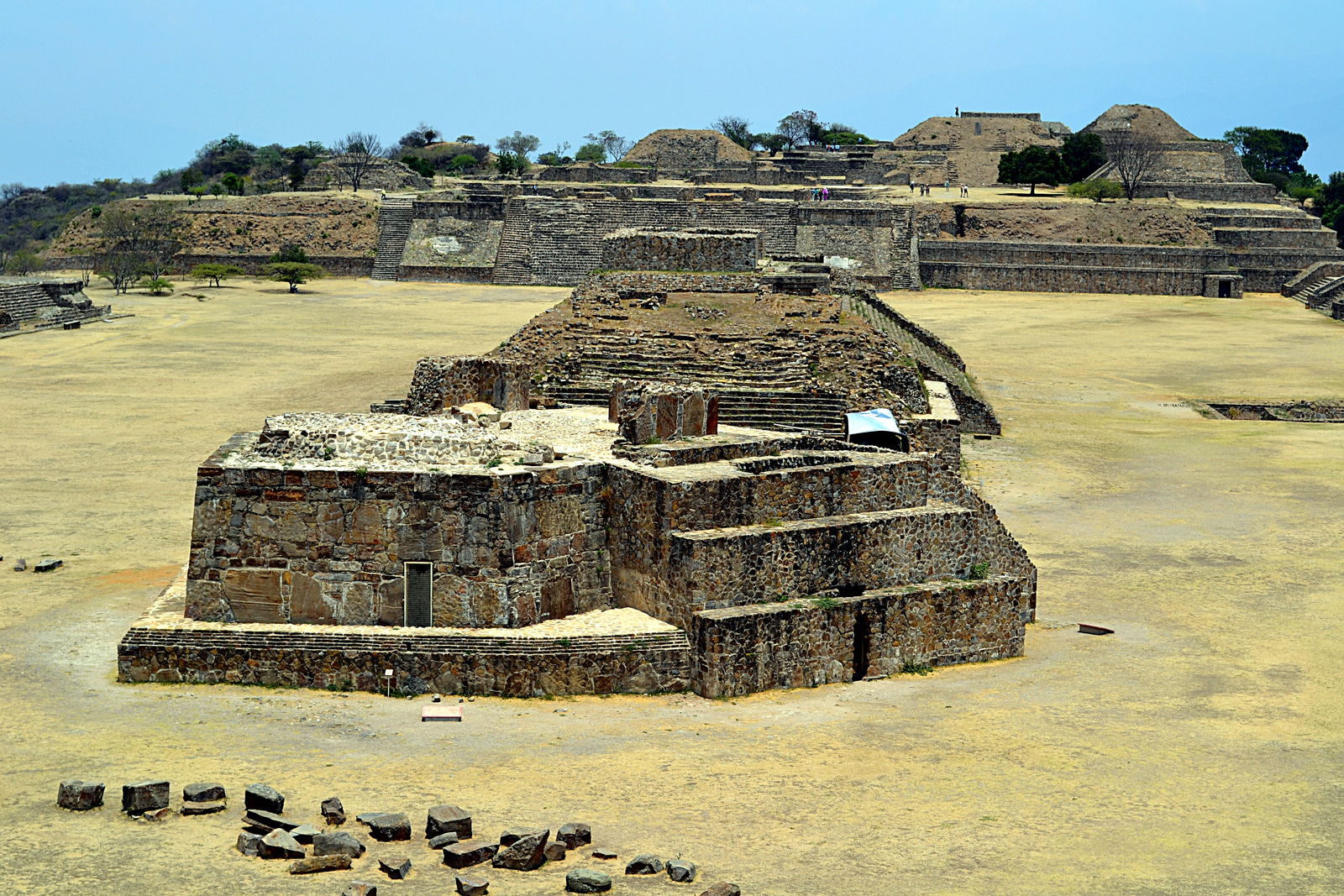
Руины Монте-Альбана

Монте-Альбан стал первой столицей государства сапотеков (различают ряд этапов — так называемые Монте-Альбан I, Монте-Альбан II, Монте-Альбан III, Монте-Альбан IV, Монте-Альбан V). Он представлял собой один из крупнейших городов доколумбовой Америки, охватывал площадь до 40 км2 с 25-50 тыс. населения во время фазы Монте-Альбан IV. Образуется сапотекское государство (Бе’ена’а), покорившее практически всю долину Оахака. Максимальное территориальное расширение достигнуто во время фазы Монте-Альбан II, а пик экспансии пришелся на I век н. э. Предельной северной точкой стала крепость Киотепек, южной — Чильтепек. Ученые обнаружили около 300 сапотекских текстов, посвященных военным вопросам, причем, судя по внешности пленников, большинство из них могли быть теотиуаканцами. Во время фазы Монте-Альбан III (до 500 года) большинство из этих земель были утрачены в результате восстаний покоренных народов, зато были установлены дружеские отношения с Теотиуаканом, благодаря чему в последнем возник район, где жили посланцы и торговцы сапотеков.
В то же время постоянными врагами стали северные соседи по перешейку — миштеки. Сначала преимущество в вооруженных столкновениях оставалась, как правило, за сапотеками. Но на рубеже IX—X вв. преимущество миштеков становилась все ощутимее и Монте-Альбан пал под натиском миштеков. Монте-Альбан с тех пор был оставлен жителями, а его руины миштеки превратили в пышное кладбище для своих властителей, назвав это место Юкукую (Зеленой горкой).

### Митла

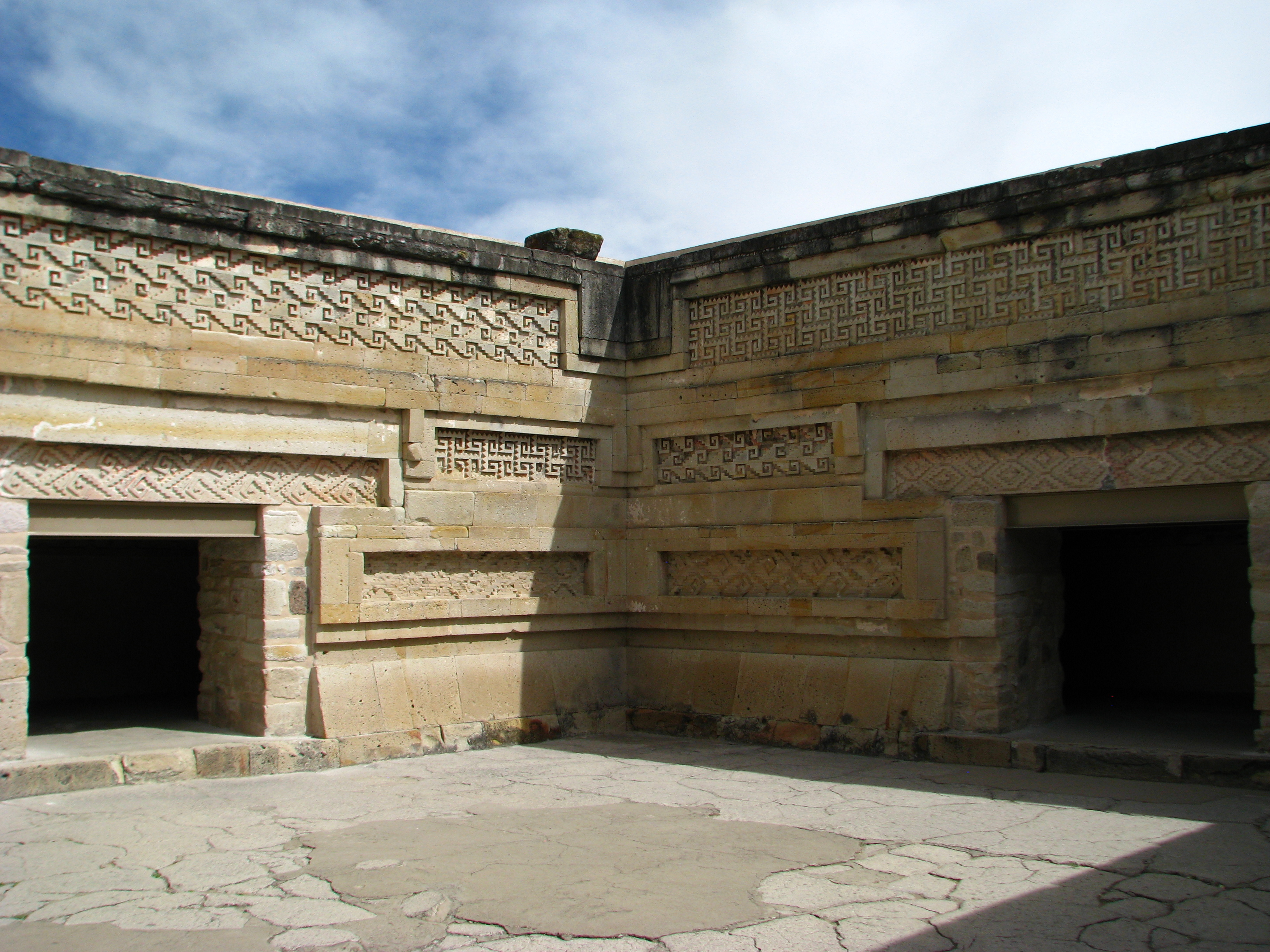
Сапотекский храм в Митле, Оахака

Сапотеки, которых повели за собой жрецы во главе с высшим религиозным руководителем «виха-Тао» («видящий»), оставив Монте-Альбан, не покорились миштекскому нашествию, а укрепились вокруг своего религиозного центра Митла (на сапотекском языке Миктлан, что означает «Дом смерти» или «Место Вечного отдыха»).
Несколько веков поздние сапотеки удерживали Митлу с окружающими землями под своим контролем и даже смогли возродиться экономически. Об этом свидетельствует великолепие самой столицы с её дворцами и храмами, а также возобновление интенсивного градостроительства, в результате которого, кроме столицы, на этих землях сложились новые центры — Уиязоо, Ламбитек, Саачила. В 650—700 годах Саачила и Ягул получили значительную самостоятельность.
В 1440 годах Митла, где правил в то время виха-тао Нукано, была завоевана миштеками, довершившими разгром независимых сапотекских образований и полностью закрепившими за собой земли Теуантепекского перешейка (правда, ненадолго, так как через несколько десятилетий в регионе уже властвовали ацтеки).

### Саачила
Последним осколком великой в прошлом сапотекской цивилизации оставался Сапотекапан (Страна сапотеков) со столицей в городе Саачила-Йоо (основан ок. 1390—1400 годов) в районе современного города Оахака. Ацтекская агрессия отвлекла силы миштеков и тем самым дала возможность Сапотекапану просуществовать до испанской конкисты и даже поработить соседние племена первоначальной периферии — соке и уаве, однако роль сапотеков в политико-экономических и культурных процессах Месоамерики на тот момент уже была минимальной.
В начале XVI в. сапотеки сумели отстоять независимость от ацтеков. В это время самым мощным из нескольких сапотекских царей был Косийоэса, «Создатель Молнии», который правил между 1487 и 1529 годами. Хотя он и был наследником династии в городе Саачила, в результате ацтекского военного давления Косийоэса был вынужден переместить свою ставку на укрепленную гору вблизи тихоокеанского побережья. Косийоэса создал альянс с миштекским властителем города Ачиутла, расположенного к северу от долины Оахака, чтобы атаковать ацтекскую армию, когда та находилась в тропических низменностях Теуантепека. После семимесячной блокады, ацтеки и сапотеки договорились о перемирии, одним из условий которого был брак дочери тлатоани Ауисотля Уэй с Косийоэсой. Ацтеки также получили право разместить небольшой гарнизон в долине Оахака и получать «в знак вежливости» дань ежегодно. Однако фактически сапотеки сохранили независимость и расширили свои владения с помощью ацтеков.
Сапотеки поддержали Эрнана Кортеса в свержении ацтекского владычества и завоевании Теночтитлана в 1519 году. Впрочем, уже в 1521 году они вынуждены были подчиниться испанским захватчикам. Последний суверенный правитель сапотеков Косийопии I (1502—1563) перенёс столицу в Теуантепек, но под давлением конкистадора Педро де Альварадо принял католицизм и передал своё государство испанцам. Косийопии, последний член династии, подвергнулся допросу испанских священников по поводу его идолопоклоннических религиозных практик. В конечном итоге он был крещен под христианским именем дон Хуан Кортес.

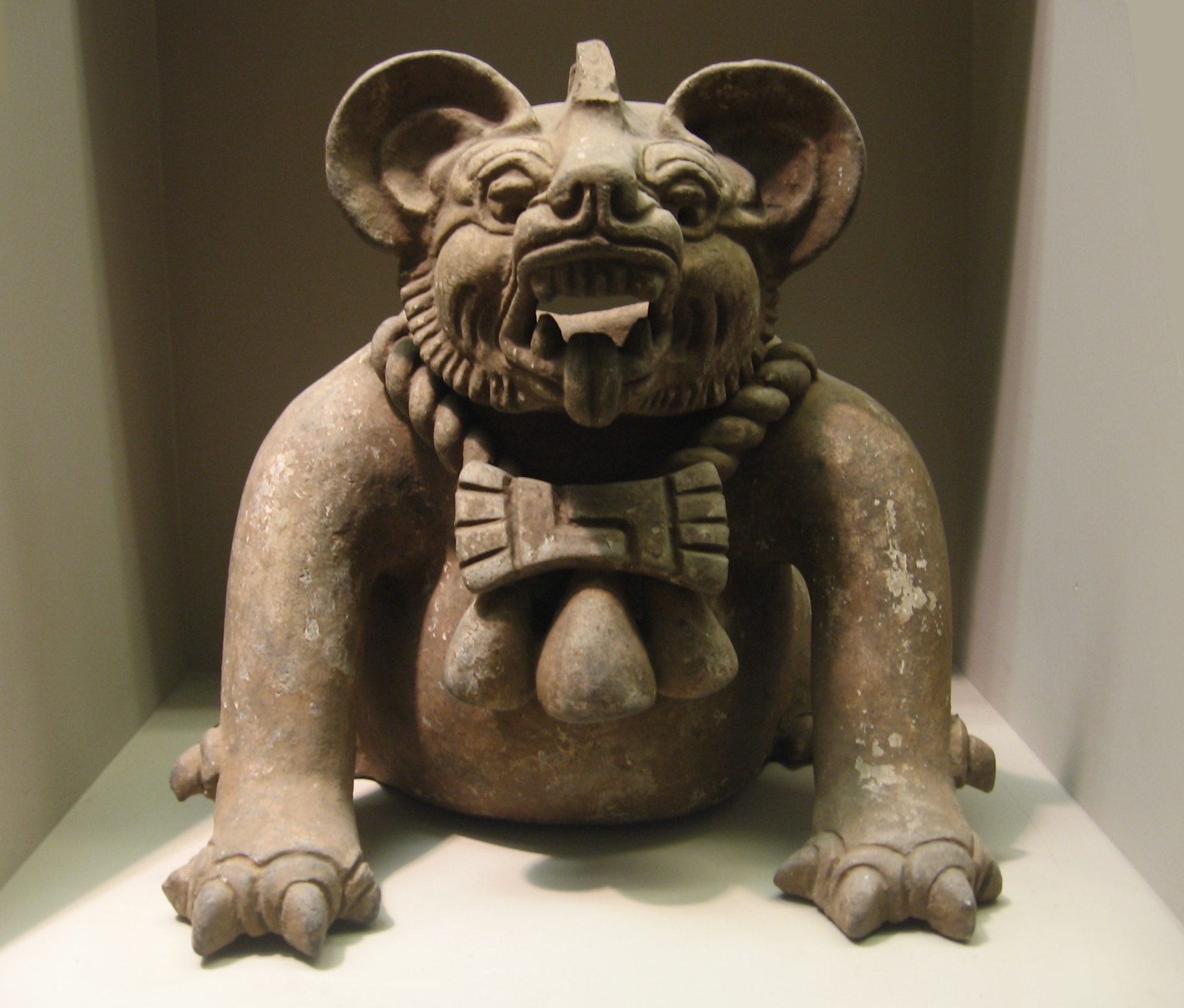
Погребальная урна из Оахаки

## Культура
Сапотексткая цивилизация имела развитую самобытную культуру, в которой, однако, прослеживается влияние тольтеков и майя. Древние сапотеки имели собственную письменность, оригинальный пантеон и мифологию. Изучение культуры древних сапотеков затруднено из-за уничтожения их государства в IX веке миштеками и включения народа в более поздние цивилизации, сначала — миштеков, а позднее — ацтеков.

## Письменность
Письменность сапотеков, созданную в VII в. до н. э., считают одной из древнейших в Америке. Сейчас обнаружено (и частично опубликовано) более 500 сапотекских текстов (все записанные вертикальными колонками).